# Galium album
Galium album là một loài thực vật có hoa trong họ Thiến thảo. Loài này được Mill. mô tả khoa học đầu tiên năm 1768.

## Hình ảnh

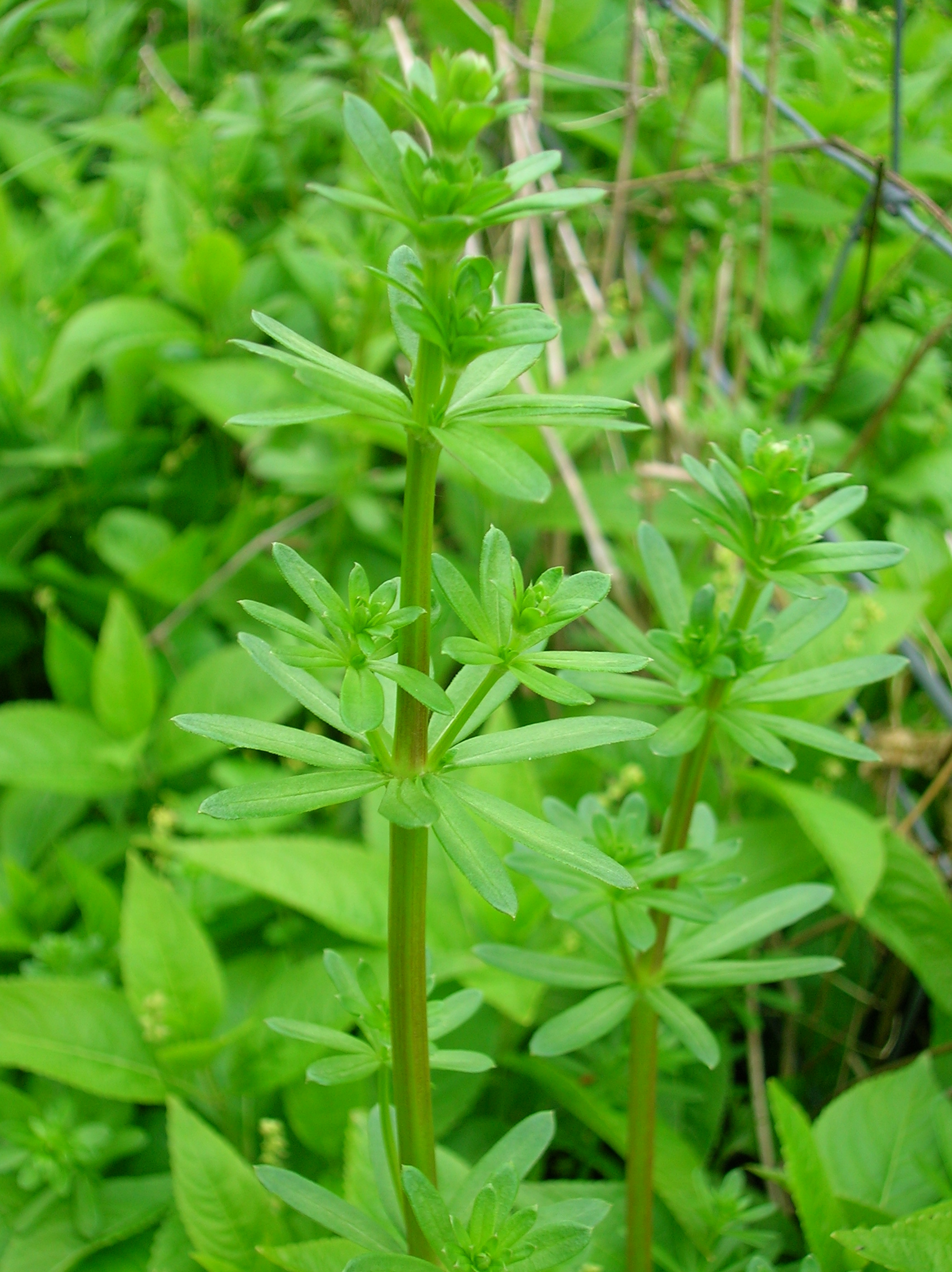
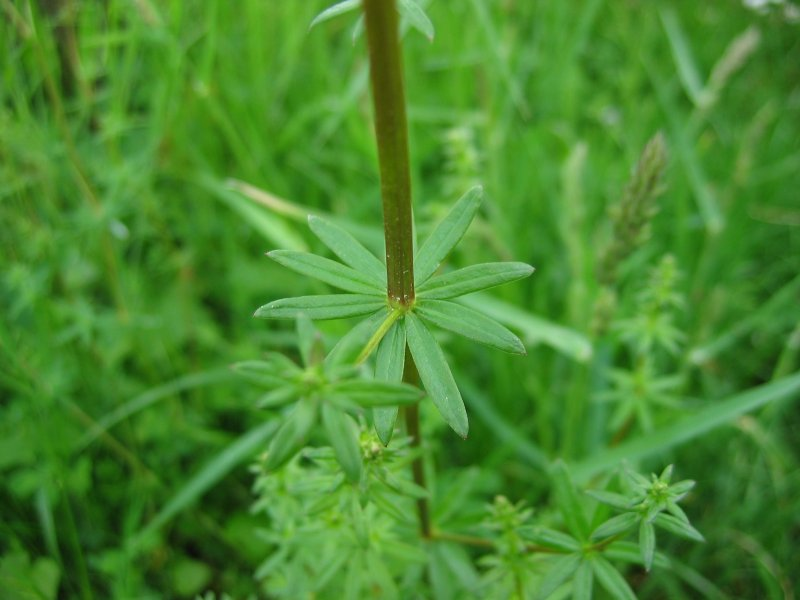
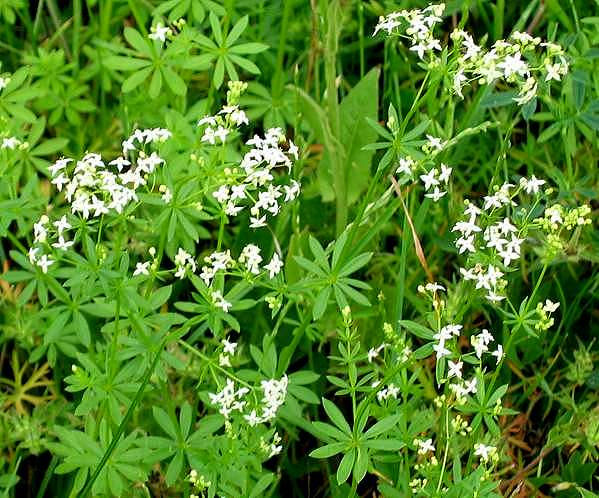
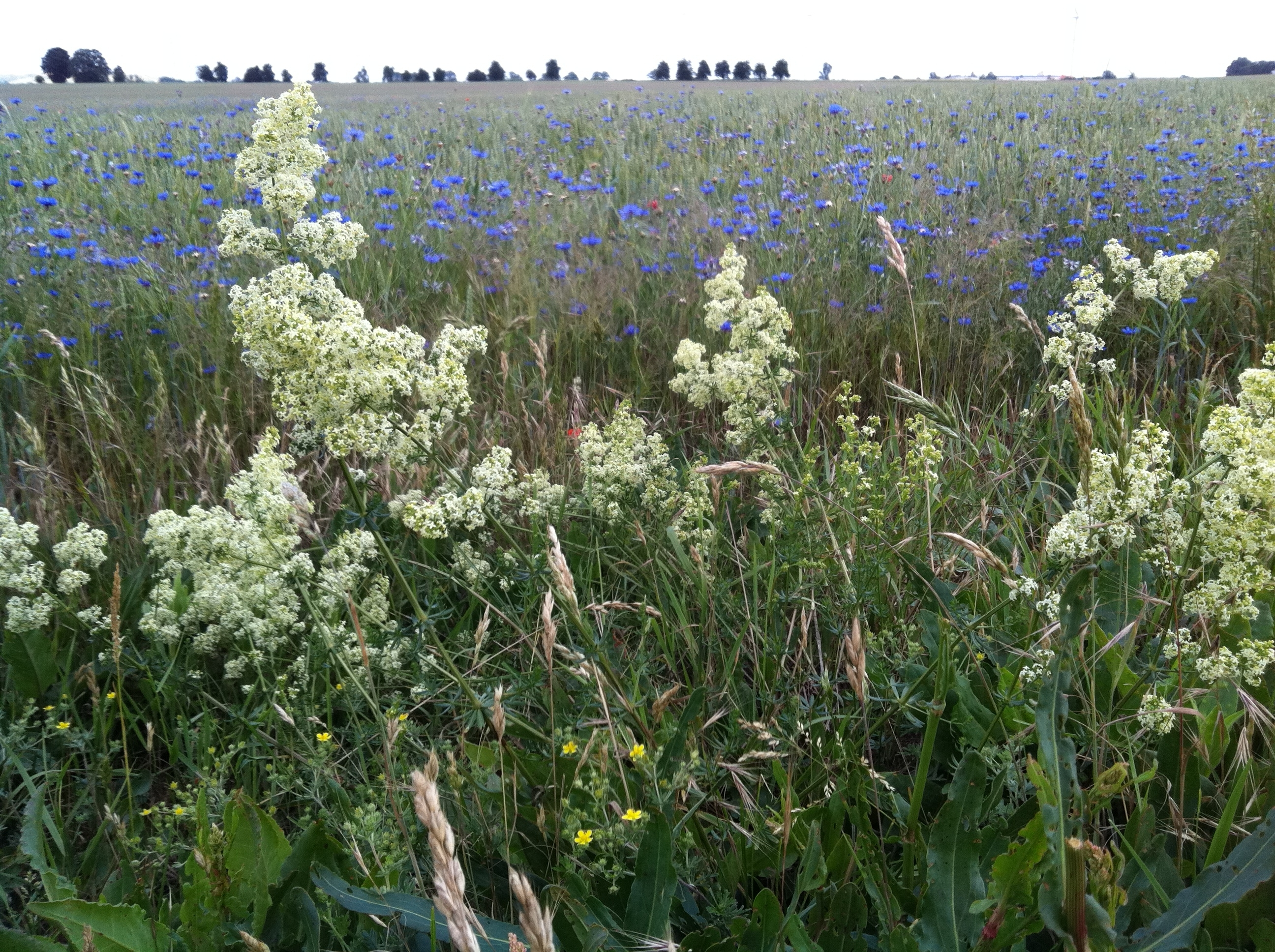